# Rurikdynastin

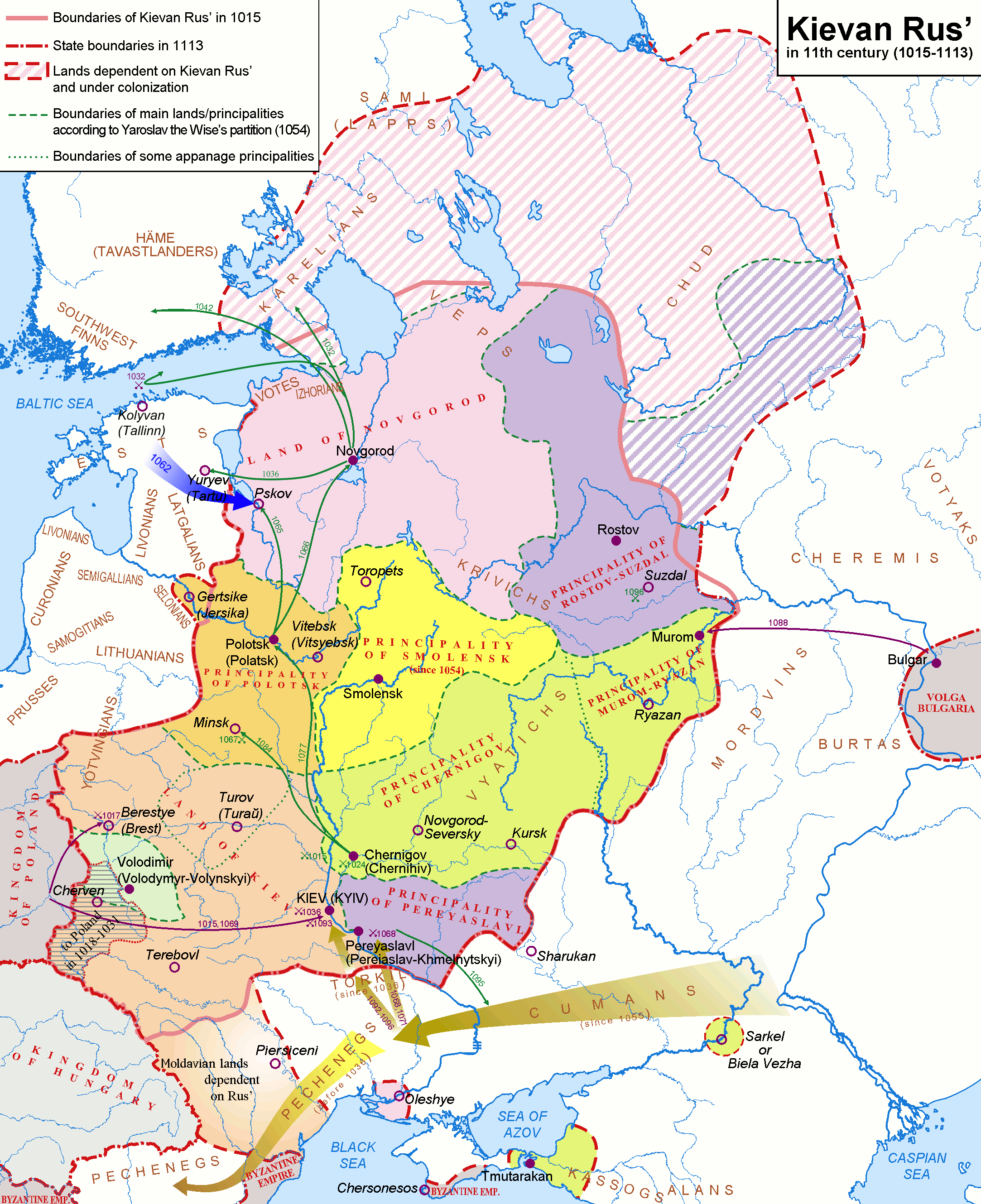
Områden och folk i Rutenien/Kievriket (1015–1113).

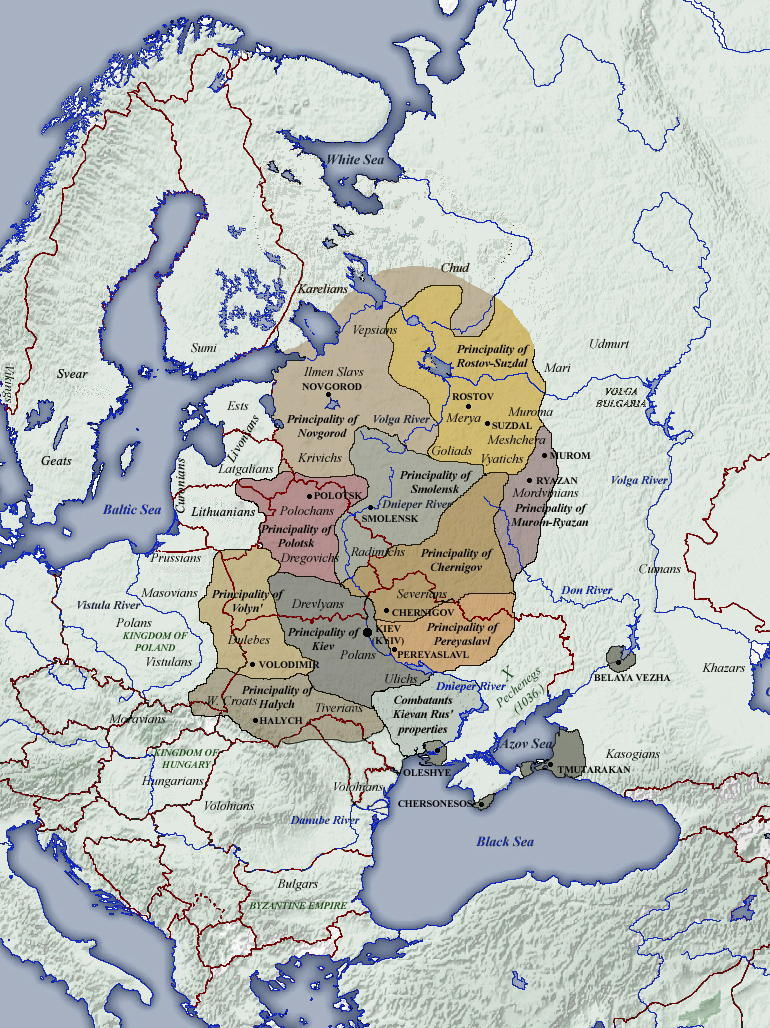
Furstendömen i Rutenien/Kievriket (1054–1132).

Rurikdynastin (rurikiderna) var den härskande dynastin i Kievriket, och senare i Ryssland. Under en tid också i det som kallas Rutenien i västerländsk historieskrivning. Rurikdynastin existerade mellan åren 862 och 1598. Släkten Rurik var en av de mest långlivade kungliga ätterna i Europa, och genom de många döttrarna finns det släktingar i europeiska kungahus än idag.
Den stat som existerade mellan år 862 och 1240 kallas Kievriket och delar av det området kom senare att kallas Rutenien. Dynastin etablerades enligt Nestorskrönikan av Rurik tillsammans med hans bröder, Sineus och Truvor. Det blev således en härskare från Svealand som kom att styra i det som idag är delar av bland annat Ukraina, Belarus och västra Ryssland. Detta rike ökade sedan sitt inflytande och expanderade. Från år 1097 hade otaliga små och stora furstendömen skapats med "vasaller" (släktingar som regenter). Tjernihiv blev rikets andra stad som ofta regerades av kronprinsen. 
År 882 eller 912 flyttades huvudstaden från Novgorod till Kiev, som förblev huvudstad tills riket helt föll sönder under attacker från omgivande stater och den mongolisk-turkmenska Gyllene horden. Gyllene horden höll sedan flertalet riken i området som lydstater som fick betala skatt till hordens Khan (ledare). 
Det uppstod även en kamp mellan religioner. Olga (egentligen ”Helga”) som tidigt blev döpt, försökte kristna riket utan framgång. Men hennes barnbarn Vladimir I som blev döpt på Krim år 988, började en gradvis konvertering från hedendom och de flesta av rurikdynastins senare härskare bekände sig således till den grekisk-ortodoxa kyrkan. Moskva bildade år 1448 en självständig kyrklig enhet, rysk-ortodoxa kyrkan, men likt resten av ortodoxa kyrkan kom de i konflikt med katolicismen och påven (Östliga schismen). Även efter att rusernas rike föll i stycken levde dynastin vidare, i Galizien-Volynien, i Tjernihiv, i Vladimir-Suzdal (som delades i elva smådelar) och i Storfurstendömet Moskva. De två sistnämnda furstendömena bildade så småningom Moskvariket. Kiev införlivades i Storfurstendömet Litauen av Gediminas, ca år 1321. De andra västliga delarna gick samma öde till mötes, och erövrades av Litauen eller Polen, men det rutenska/ språket bevarades till ca år 1700.  Ivan den store gifte sig år 1472 med Zoë Paleologos, brorsdotter till siste kejsaren av Bysans. Därmed såg han sig som arvtagare till det bysantinska imperiet, och gav legitimitet till sonsonen Ivan IV:s titel tsar (kejsare). Moskva övertog också den bysantinska dubbelhövdade örnen som symbol.

## Relation till Norden

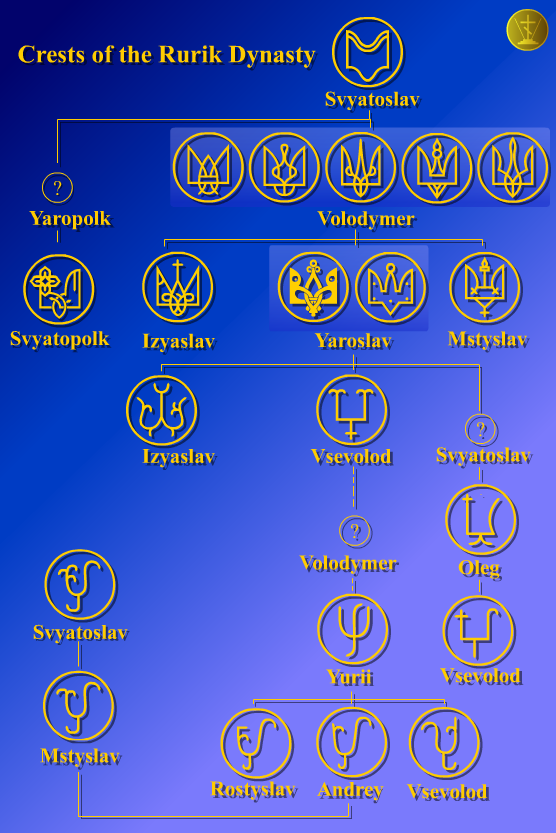
Personliga symboler som använts av hertigarna av rurikdynastin.

Somliga historiker hävdar att Kievriket grundades av khazarerna eller magyarerna, men andra menar att Kievriket hade ett rent slaviskt ursprung. De som hävdar att Rurik verkligen funnits, vilket är de flesta, håller sig till att rurikdynastin härstammande från svearna och Rurik. Den samtide Ludvig den fromme (778–840) av Akvitanien och Frankerriket angav att ruserna var "svenska" (eos gentis esse Sueonum, "... detta folk är svear"). Hela detta resonemang kallas i den ryska historiedebatten för den "varjagiska frågan", d.v.s debatten om Rysslands ursprung. Diskussionen är också kopplad till legenden om Gostomysl. 

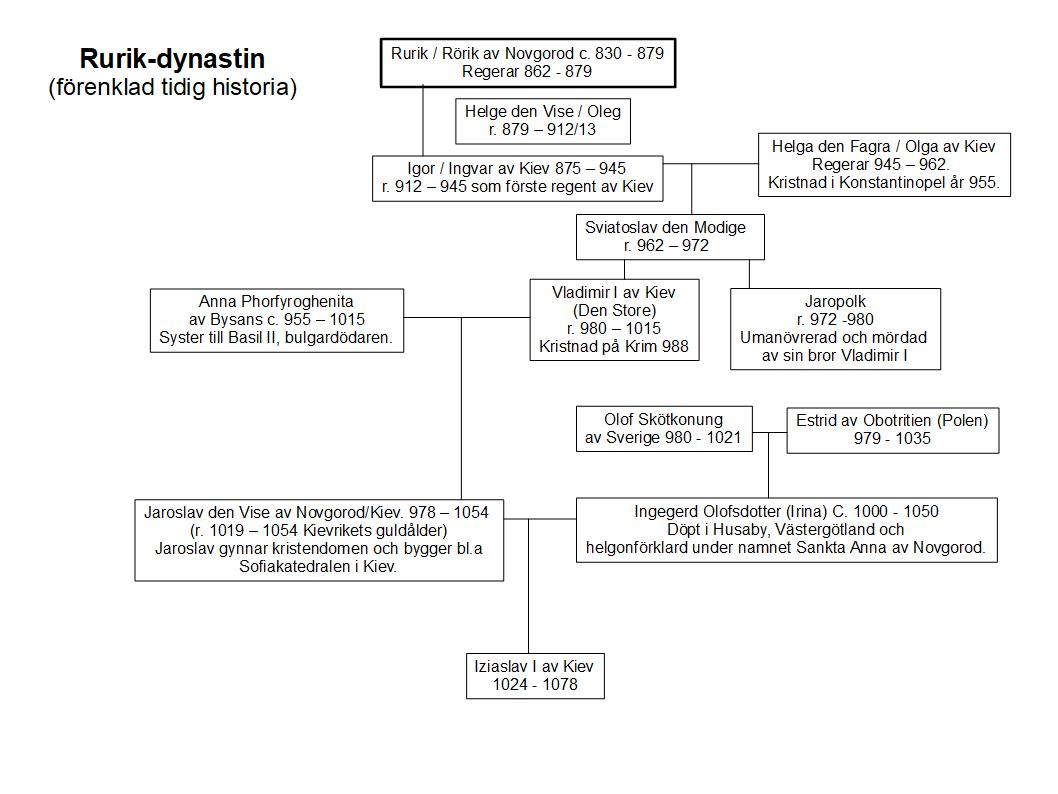
Ett något förenklat familjeträd över de tidiga rurikiderna. Observera att Helge/Oleg inte är släkt med Rurik, utan en nära vän.

Banden med vikingarna och Norden kvarstod länge, även om man gifte in sig i de slaviska ätterna och talade någon variant av deras deras språk. De välutbildade kunde kanske kanslirutenska/kanslislaviska (som är nära besläktat med kyrkoslaviska). Volodymyr/Vladimir den store anses ha grundat både Ryssland och Ukraina. Furstenamnet Vladimir (ryska)/Volodymyr (ukrainska) motsvarar det nordiska namnet Valdemar. Vladimir gifte sig med Anna Porphyrogenita av Bysans, som var syster till kejsaren Basileios II. Deras berömde son, senare härskare i Kiev, Jaroslav den vise (i Sverige kallad Jarisleif) gifte sig med Ingegerd Olofsdotter av Sverige. Hon var dotter till Olof Skötkonung och den vendiska västslaviskan Estrid av obotriterna. 
Jaroslav gav asyl åt Olof Haraldsson och bjöd in Harald Hårdråde, som äktade Jaroslavs dotter Elisabet av Kiev. Även Olav Tryggvason och Magnus I av Norge sökte tillflykt hos ruriksläkten i Novgorod. Enligt Adam av Bremen blev Anund Gårdske av ruserna i Kiev, vald till kung av Sverige ca år 1070. Han blev avsatt genom omröstning bland svearna, eftersom han vägrade delta i kungens traditionella hedniska offer vid templet i Uppsala. Detta öde drabbade även Inge den äldre år 1084. Vladimir II Monomach gifte sig med Gytha av England (ca år 1055 – 1100) som var dotter till Englands danskättade anglosaxiske kung Harald Godwinson av huset Wessex. Mor till Valdemar den store av Danmark (år 1131–1182) var Ingeborg av Kiev, dotter till Vladimir II Monomachs son Mstislav I och Kristina Ingesdotter. Kristina Ingesdotter var i sin tur dotter till Inge Stenkilsson och Helena av Östergötland.

## Splittring av dynastin
Rurikdynastin kan ordnas i tre huvudgrenar, som alla har haft regenter som styrt storfurstendömet Kiev:
- Olgovitjiska: avkomlingar av Oleg I av Tjernihiv (ca år 1053–1115), son till Svjatoslav II och sonson till Jaroslav I av Kiev. Dessa var i svår fejd med sina släktingar i Kiev, men hade flera storfurstar på Kievs tron. De regerade i Tjernihiv i Severien tills det erövrades av Storfurstendömet Litauen ca 1401. Severien erövras senare av Moskvariket och blev uppdelat. Denna gren av ätten kan dock ha dött ut under 1300-talet.

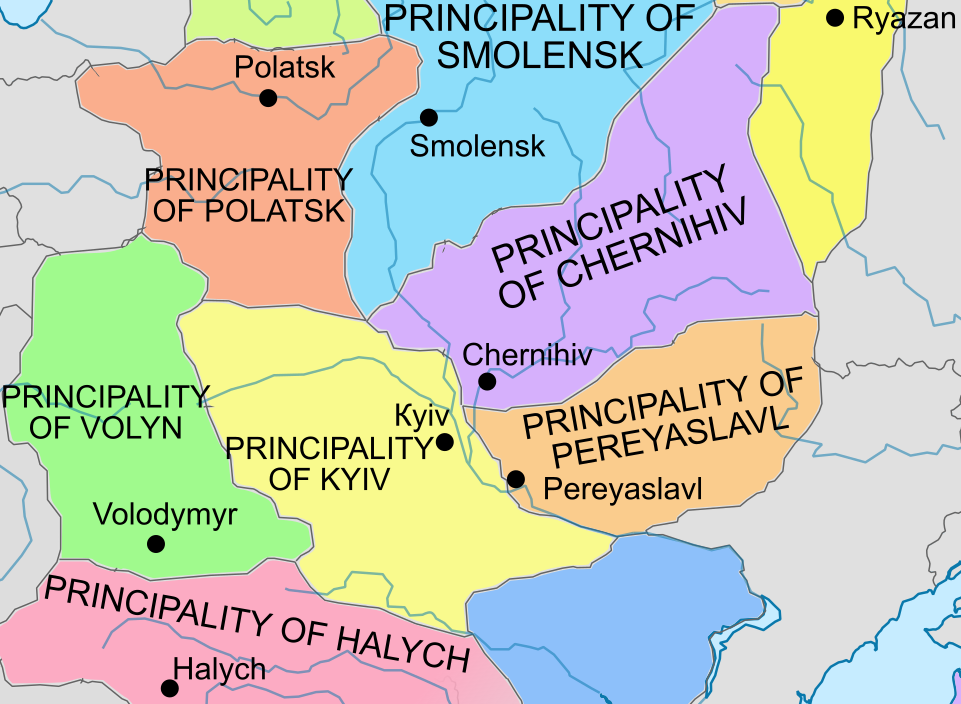
Uppdelning i olika furstendömen 1132.

- Romanovitjiska: avkomlingar till Roman II av Kiev (ca år 1152–1205), son till Mstislav II av Kiev (död år 1172). Roman var furste av Novgorod (år 1168–1170), Vladimir i Volynien (år 1170–1189, 1189–1205), och av Galitsj (år 1189, 1198/99–1205). Dynastin regerade sedermera som kungar och bevarade det rutenska språket, tills Andrij av Galitsj (r. 1308–1323) dog barnlös och systern Maria blev regent, tillsammans med maken Bolesław Jerzy II Mazowiecki av polska ätten Piast. Galitsj-Volynien regerades år 1399 av Hedvig av Polen och riket införlivades med Polen. Kanslislaviskan användes i  Uppdelning i olika furstendömen 1132.det Polsk-litauiska samväldet ända till år 1700, och gav upphov till belarusiska och ukrainska.
- Jurejevitiska:  avkomlingar till Jurij Dolgorukij (ca år 1090–1157) som regerade i Vladimir-Suzdal, son till Kievs furst Vladimir II Monomach (år 1053–1125). Denna gren regerade Moskvariket genom Daniel I (år 1261–1303) till och med tsar Fjodor I som dog år 1598. Även flera från denna gren satt tidvis på Kievs tron.

Fejden inom släkten försökte man lösa genom rådslaget i Ljubetsj (år 1097), främst på initiativ av Vladimir II Monomach. Avsikten var bland annat att kunna hålla ihop släkten inför hotet från fienderna, speciellt kumanerna. Deltagare var de främsta furstarna inom rurikdynastin, inklusive regerande storfurst Svjatopolk II, Rostislav av Tmutorokans son Vasilko Rostislavitj, Svjatoslav IIs söner Oleg I av Tjernihiv och Davyd Svjatoslavitj, samt andra furstar. Tidigare hade man haft en turordning beträffande regeringsmakten i Kiev, men vid mötet beslutades att stycka upp riket i vasallstater för att få fred i familjen.

## Dynastins makt, i medgång och motgång, samt bildande av riken

Staraja Ladogas symbol/Rurikidernas dykande falk.

Dynastins överhöghet över andra ryska städer och stater var tidvis mer symbolisk än reell och efter hand uppkom andra maktcentra i norr. Många av dessa områdens furstar gjorde anspråk på att tillhöra Rurikätten eller gifte in sig. Framåt 12–1300-talet handlade det om en relativt vid krets av familjer som gjorde anspråk på att stamma från Rurik snarare än en strikt avgränsad dynasti i modern mening. Efter att mongolerna under 1200-talet invaderat "Ryssland" och gjorde razzior, samt krävde tribut av de lokala furstarna, pressades Rurikättens furstar tillbaka norrut. Från 1300-talet blev grenen i Moskva dominerande och Moskvariket började med mongolernas lov annektera omgivande territorier, ofta under annat ruriskt välde. Många interna konflikter förekom inom dynastin, bland annat inbördeskrig i Moskvariket efter Dmitrij Donskojs död. Ivan I (1328–1340) blev en viktig allierad till de mongoliska furstarna och gavs av dem titeln storfurste av Moskva. Under senare hälften av 1400-talet var hans ättling Ivan III ledande i att bryta Gyllene Hordens kontroll över norra och centrala Ryssland. Makten blev definitiv när Ivan "den förskräcklige" 1547 utropade Tsarryssland som ett enat rike där rusernas områden ingick. En annan lång konflikt var den mellan Moskva och Storfurstendömet Tver, men många smärre konflikter förekom.

Svjatoslav I av Kievs symbol

Omkring år 1321 erövrades Kiev av Storfurstendömet Litauen och den siste härskaren från rurikdynastin i Kiev, Stanislav av Kiev, gick i exil.  Kievs regenter var därefter helt underställda Polsk-litauiska samväldet i flera sekler, fram till Polens delningar med början år 1772. I litauisk historieskrivning nämns slaget vid floden Irpin som avgörande, men dess historicitet är ifrågasatt. 
Några furstendömen som grundades av rurikdynastin finns i lista nedan.
Jurij Dolgorukij som regerade i Vladimir-Suzdal grundade Moskva omkring 1147 och furst Daniel av Moskva (1261–1303) fick det som ett arv av sin far, den berömde Alexander Nevskij. Det blev en förläning inom Vladimir-Suzdal. År 1320 införlivades Vladimir-Suzdal i Moskvariket och år 1521 hade även bland annat Republiken Novgorod, furstendömet Rjazan, Murom, Nizjnij Novgorod och Storfurstendömet Tver kommit under kronan i Moskva.
Bland Rurikdynastins sidogrenar finns adliga familjer i Ryssland (Dolgorukov, Repnin, Gortjakov) såväl som i samväldet Polen-Litauen (Ostrogskij, Wareg-Massalskij och Czetwertinski). 
Den furstliga huvudgrenen dog ut 1598 med tsar Fjodor I. Efter Fjodors död följde Stora oredan, en orolig period i Ryssland, som varade fram till 1613. Detta år kröntes tsar Michail I, grundaren av Romanovdynastin, som utdog på svärdssidan med tsar Peter den stores sonson Peter II (ryska: Pjotr Aleksejevitj) 1730. Peter den stores dotter Elisabeth var tsarevna 1741–62 och vid hennes död övergick tronen till ätten Holstein-Gottorp, som fortsatte att regera fram till Ryska revolutionen 1917. De sist ur romanovätten gick ett blodigt slut tillmötes. I mindre formella sammanhang räknas den senare grenen som en del av Romanovätten. Peter III av Ryssland har uppgivits vara ättling till Rurik.

## Lista över härskarna i Rurikdynastin
Not: många årtal och andra uppgifter är osäkra på grund av bristfällig och motsägande dokumentation, och vissa personer kan saknas eller vara påhittade av äldre tiders historiker. En del uppgifter bygger på Nestorskrönikan.

### Furste av Novgorod
- Rurik (Rörik) (omkring 860–879)
- Oleg (Helge) (regent) (879–912) Ej rurikid, endast nära vän och ställföreträdande.Mynt präglat av Vladimir den Store med den typiska stiliserade dykande falken, som många kallar treudd.

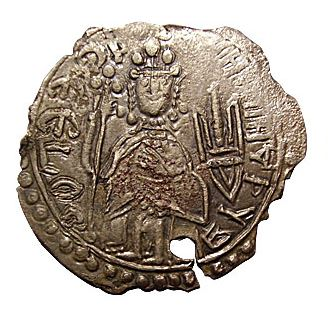
Mynt präglat av Vladimir den Store med den typiska stiliserade dykande falken, som många kallar treudd.

Senare fanns personer med titel "furste av Novgorod" som inte ska förväxlas med centralstyret i Kiev. Dessutom hade Novgorod en tid av republikanskt styre då parlamentet hade mera makt än fursten.

### Härskarna av Kievriket
Dynastin fortlevde efter Kievs förstörelse 1240
- Igor I (Ingvar) (912–945)
- Olga (Helga) (regent) (945–962)
- Svjatoslav I (962–972)
- Jaropolk I (972–980)
- Vladimir I (980–1015)
- Svjatopolk I (1015–1019)

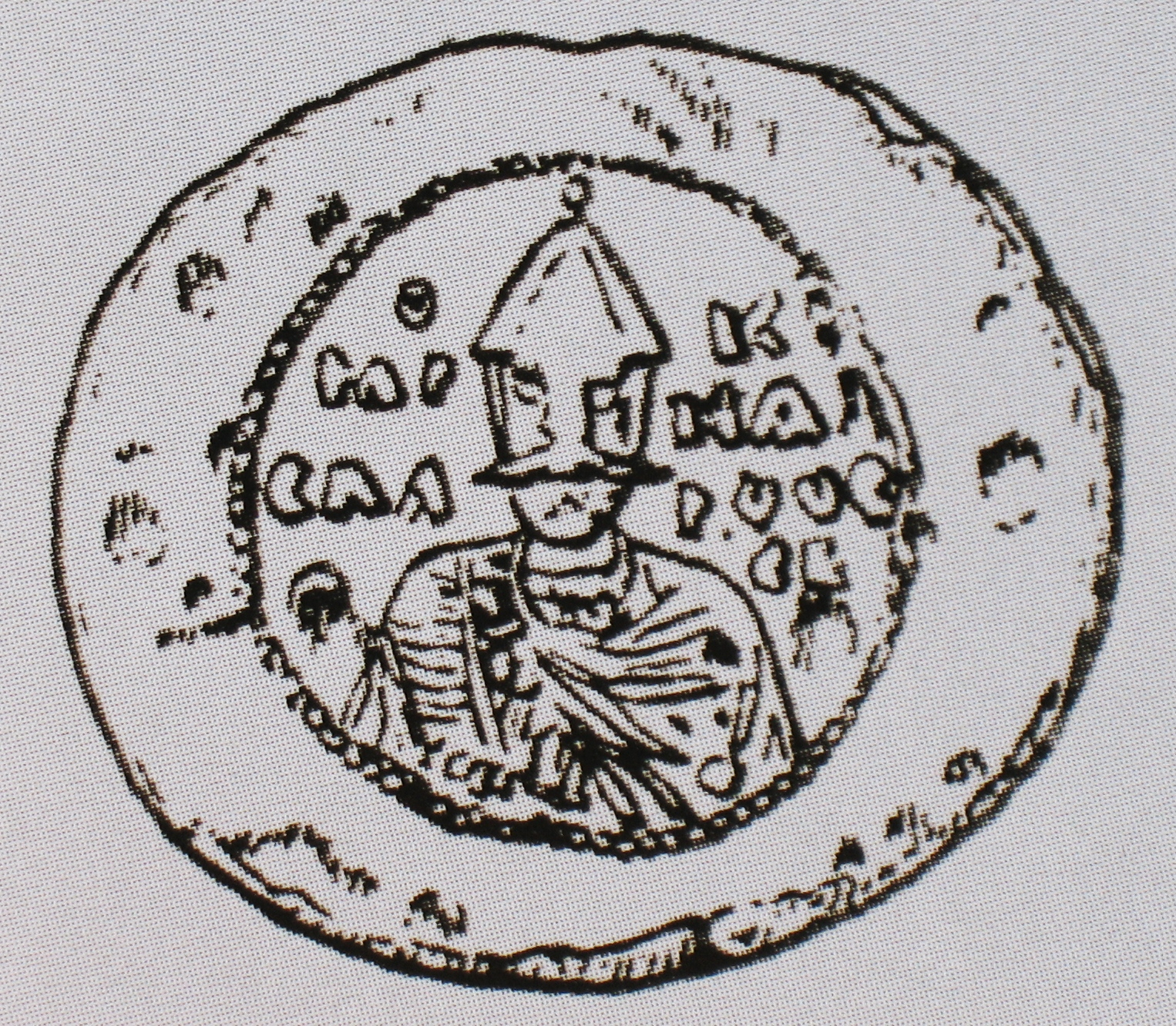
Jaroslav I's sigill. Den enda samtida bild vi känner till.

- Jaroslav I's sigill. Den enda samtida bild vi känner till.Jaroslav I (Jaroslav den vise) (1019–1054)
- Iziaslav I (1054–1068, 1069–1073, 1076–1078)
- Vseslav (1068–1069)
- Svjatoslav II (1073–1076)
- Vsevolod I (1078–1093)
- Svjatopolk II (1093–1113)
- Vladimir II Monomach (1113–1125)
- Mstislav I (1125–1132)
- Jaropolk II (1132–1138)
- Vsevolod II (1139–1146), son till Oleg I av Tjernihiv
- Igor II av Kiev 1146–1147, son till Oleg I av Tjernihiv
- Izjaslav II av Kiev  1146–1149, 1151–1154

Avbildning av mynt präglat av Jaroslav I

- Avbildning av mynt präglat av Jaroslav IJurij Dolgorukij av Kiev (mest i Vladimir-Suzdal) 1149–1151, 1155–1157
- Izjaslav III av Kiev  1154–1155, 1157–1158, 1162
- Rostislav I av Kiev  1154, 1159–1167
- Mstislav II av Novgorod  1167–1169
- Gleb av Kiev  1169–1171
- Vladimir III Mstislavitj 1171–1171
- Mikael I av Kiev 1171–1171
- Roman I av Kiev 1171–1173, 1175–1177
- Rurik II av Kiev, bror till Roman I, (även samregerande) 1173, 1180–1182, 1194–1202, 1207–1210
- Vsevolod III av Kiev  1173
- Svjatoslav III av Kiev 1177–1180, 1182–1194
- Igor III av Kiev, son till Jaroslav II 1202, 1212–1214

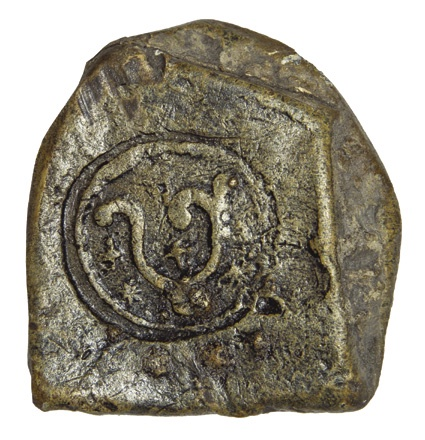
Sigillstämpling av Mstislav II av Novgorod.

- Sigillstämpling av Mstislav II av Novgorod.Roman II av Kiev 1203–1205
- Rostislav II av Kiev 1204–1206

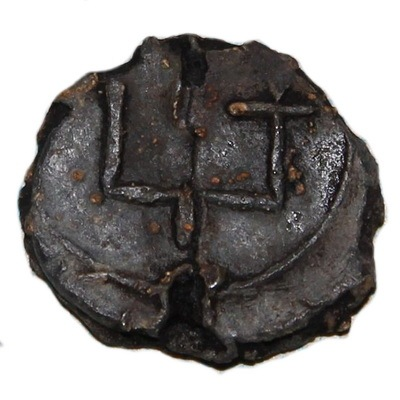
Sigill av Vsevolod II (reverserat?)

- Sigill av Vsevolod II (reverserat?)Vsevolod IV av Kiev 1207, 1210–1212
- Mstislav III av Kiev 1214–1223
- Vladimir III av Kiev (Vladimir IV Rurikovitj)  1223–1235
- Izjaslav IV av Kiev  1235–1236
- Jaroslav III (Jaroslav II av Vladimir-Suzdal)  1236–1238, 1243–1246
- Michael II (Mikael av Tjernihiv), son till Vsevolod IV 1238–1239, 1241–1243
- Rostislav III av Kiev, son till Michael II 1239–1239
- Daniel av Galitsj, son till Roman II 1239–1240
- Alexander Nevskij av Novgorod 1246–1263
- Jaroslav IV (Jaroslav av Tver), Alexanders bror 1263–1271
- Lev, son till Daniel av Galitsj 1271–1301
- Vladimir-Ivan Ivanovitj 1301–?
- Stanislav Ivanovitj ?–1321

### Moskvafurstarna och storfurstar
- Daniel (1283–1303), son till Alexander Nevskij av Vladimir-Suzdal
- Jurij av Moskva (1303–1325)
- Ivan I av Moskva (1325–1341)
- Simeon (1341–1353)
- Ivan II av Moskva (1353–1359)
- Dmitrij Donskoj (1359–1389)
- Vasilij I av Moskva (1389–1425)

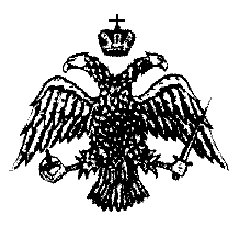
Den bysantinska dubbelörnen som infördes av Ivan III den Store.

- Den bysantinska dubbelörnen som infördes av Ivan III den Store.Vasilij II av Moskva (1425–1462) – under denne rådde tidvis inbördeskrig där bland andra Jurij av Zvenigorod och dennes söner Vasilij Kosoj och Dmitrij Jurjevitj Sjemjaka  regerade under kortare perioder
- Ivan III av Ryssland (Ivan den store) (1462–1505), den förste suveränen, enade landet och sade slutgiltigt upp tributplikten till mongolerna avseende centrala Ryssland. Gifte sig 1472 med Zoë Paleologos, brorsdotter till den siste östromerske kejsaren; detta giftermål kom i rysk tradition snart att knytas till idén om Moskva/Ryssland som "det tredje Rom" och till upptagandet av dubbelörnen som heraldisk symbol för Moskvaväldet – ursprungligen var den de bysantinska kejsarnas symbol.
- Vasilij III av Ryssland (1505–1533)

### Ryska tsarer
- Ivan IV (Ivan den förskräcklige) (1533–1584), blev den förste som kröntes till tsar 1547.
- Fjodor I (1584–1598), den siste av rurikarna i rakt nedstigande led.
- Vasilij IV (1552–1612), den siste ryske tsaren av Ruriks ätt (inte huvudlinjen).

## Riken som grundades av eller var lydriken under Rurikdynastin
- Storfurstendömet Kiev, Kievriket, (Latin: Rutenien) 852–1321 (överhöghet över många av de mindre furstendömena)
- Furstendömet Tjernihiv 1024–1401, rikets andra stad, utökade sitt territorium i Severien.
- Rostov-Suzdal som förlänats Vladimir II Monomach 1093, och blev Vladimir-Suzdal 1168–1389, med huvudstad Nizjnij Novgorod från 1350
- Storfurstendömet Moskva, Moskvariket 1382–1547 (fick överhöghet över mindre furstendömen)
- Novgorod ca 900–1480, som blev Republiken Novgorod 1136, med valda svaga furstar, annekterat av Moskvariket 1478
- Furstendömet Rjazan 1097–1521, bildat som avdelning av Tjernihiv, som furstendömet Rjazan-Murom. Huvudstaden var Rjazan på sin forna plats, före flytt till Pereslavl-Rjazanskij (nu Rjazan). Förste furste var Jaroslav Sjatoslavitj av Tjernihiv.
- Furstendömet Murom 1097–1392, annekterades till Moskvariket.
- Storfurstendömet Tver 1247–1490, bildat av Alexander Nevskij och hans bror Jaroslav. Även detta annekteras av Moskvariket.
- Furstendömet Novhorod-Siverskyj i Severien 1096/1139–ca 1240.
- Furstendömet Perejaslav 988–1213/1302, med huvudstad i Pereslavl-Zalesskij
- Furstendömet Terebovlia 1084–1141, uppgick i Galitsj
- Furstendömet Peremyshl 1031–1124, uppgick i Galitsj
- Furstendömet Volynien med huvudstaden Volodymyr (Vladimir i Volynien, Lodomeria), 987–1199 (med Lutsk, Dorogobuzj och Peresopnytsien).
- Furstendömet Galitsj ca 1084–1199 (med Peremyshl, Zvenyhorod och Trebovlia).
- Galitsj-Volynien sammanslaget 1199–1349. Huset Rurik som regerande dog ut med Andrij av Galitsj 1323. (innehöll även Belz, Chelm (Lublin) och Berestia)
- Furstendömet Kursk ca 1000–1360 blev en del av Moskvariket 1508.
- Furstendömet Smolensk 1054–1387.
- Furstendömet Polotsk 987–1132. Regerades av Vseslav 1044–1101, men delades upp i sex delar som arv till sönerna, bland annat Minsk, Vitebsk och Drutsk.
- Furstendömet Turov-Pinsk (Turaŭ) 980–1366, med hertigdömen som Turov, Pinsk, Kletsk, Slutsk-Kopyl och Dubrovytsia.

Jaroslav den vise ca 978–1054 gav betydelsefulla förläningar i arv till sina söner: Svjatoslav fick Tjernihiv, Vsevolod fick Perejaslav, Vjatjeslav fick 
Smolensk och Igor fick Vladimir i Volynien. Äldste sonen var furst Vladimir av Novgorod (1020–1052).
Vasilij I av Moskva (1371–1425) införlivade furstendömet Murom, Gorodets och Nizjnij Novgorod (en rest av Vladimir-Suzdal), som han fått 1392 som belöning av Gyllene horden för sin krigsassistans. 
Ivan III "den store" av Moskva besegrade Novgorods armé 1471, som annekterades 1478. Även Rostov annekterades 1474. Vid "den stora konfrontationen vid floden Ugra" 1480 vid floden Ugra (en biflod till Oka), möttes Ivan och Gyllene horden under Akhmat Khan. Horden var vid tillfället allierade med Kasimir IV av Polen-Litauen som opponerade sig mot annekteringen av Novgorod. Enligt rysk historieskrivning är det vid detta slag som Gyllene hordens inflytande över Ryssland upphör. Moskva var nu suveränen i regionen. Ivan III intog Tver 1485 som annekterades. År 1490 var således i princip alla de områden som rurikdynastin härskat över i olika grenar, samlade under samme person, Moskvas storfurste Ivan. Han proklamerade sig nu som "suverän över alla ruser/ryssar". Kursk som stått under Storfurstendömet Litauen blev del av riket 1508. Furstendömet Rjazan annekterades 1521.

## Riksvapen, symboler och Sigill

Ukrainas vapensköld/symbol kommer direkt från rurikiderna.
Ryska federationens nuvarande dubbelörn med Moskvas symbol i mitten.
Sviatopolk I's symbol
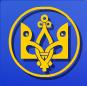
Variant av Jaroslav den Vises symbol.
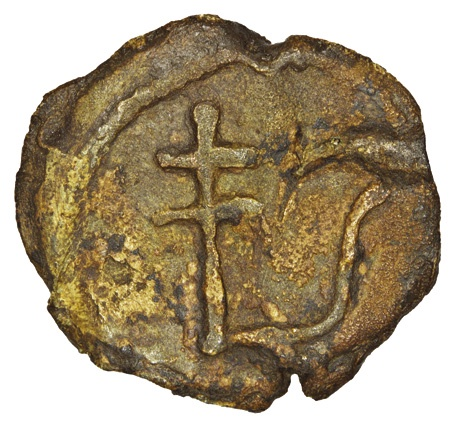
Svyatoslav III av Kiev
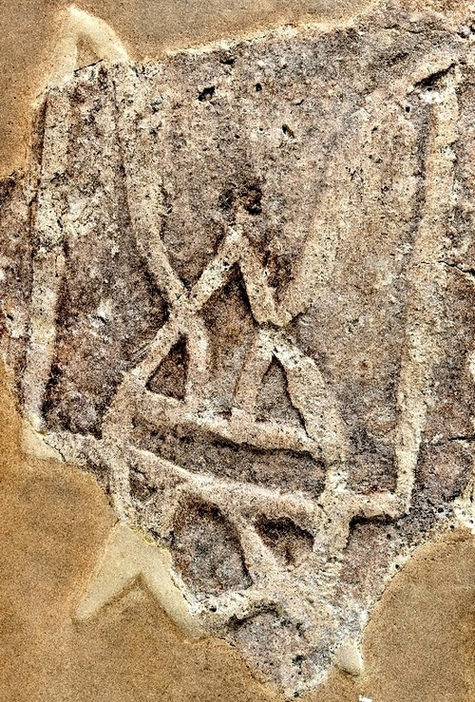
Falkmärkt tegelsten från den första Tiondekyrkan i Kiev, vilken byggdes av Vladimir I åren 989-996. Hittades när man skulle bygga en ny kyrka på samma plats.
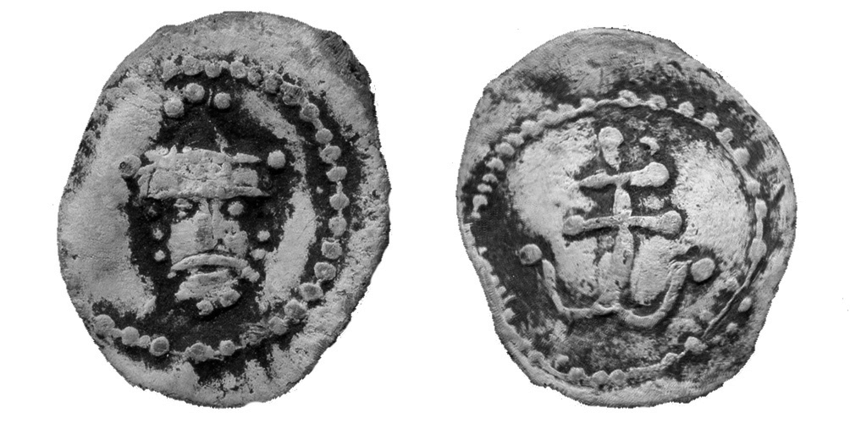
Izyaslav I's sigill (något annorlunda från den på "crest-schemat")
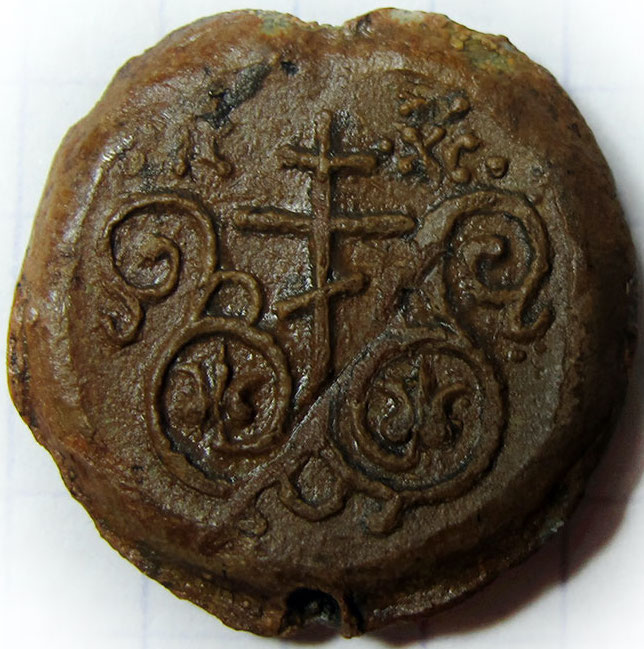
Jaroslav av Tjernihivs sigill

## Berömda kvinnor i dynastin
- Olga av Kiev (Helga den fagra) ca. 881 - 969.
- Anna av Bysans (Anna Phorphyrogeneta) ca. 955 - 1015. Gift med Vladimir den store.
- Rogneda av Polotsk (Gorislava) ca. 960 - 1000.
- Ingegerd Olofsdotter av Sverige (Irina av Kiev / Sankta Anna av Novgorod) ca. 1000 - 1050.
- Euphrosyne av Polotsk 1104 - 1167. (Belarusiskt nationalhelgon)
- Anna-Euphrosyne Angelina (av Galizien-Volhynien) ca. 1200-1253. Gift med Daniel av Galizien.
- Zoë Paleologos av Moskva (Sofia Palailogina) ca. 1445 - 1503. Gift med Ivan III av Moskva.